# Cyclocosmia torreya
Cyclocosmia torreya је арахнида из реда Araneae и фамилије Ctenizidae.

## Угроженост
Подаци о распрострањености ове врсте су недовољни.

## Распрострањење
Ареал врсте је ограничен на једну државу. 
Сједињене Америчке Државе (држава Флорида) су једино познато природно станиште врсте.